# Colin Harrington
Colin Harrington (sinh ngày 3 tháng 4 năm 1943) là một cựu cầu thủ bóng đá người Anh thi đấu cho Oxford United, Wolverhampton Wanderers, Mansfield Town và Kettering Town. Trong quãng thời gian tại Oxford, ông có 234 trận đấu tại các giải vô địch. Sau khi rời Oxford United, Harrington chuyển đến Mansfield Town nơi được ký hợp đồng với Kettering Town của Ron Atkinson.